# Паротія чорна
Паротія чорна (Parotia sefilata) — вид горобцеподібних птахів родини дивоптахових (Paradisaeidae).

## Поширення
Ендемік Нової Гвінеї. Поширений у горах Арфак і Тамрау на півострові Доберай на заході острова. Середовище проживання цих птахів становлять райони гірського й субальпійського лісу, як первинного і вторинного, на висоті 1000—1900 м над рівнем моря.

## Опис
Птах середнього розміру, завдовжки 30—33 см, вагою 140—205 г. Помітний чіткий статевий диморфізм. У забарвленні самиць переважає коричневий колір, темніший на голові й на спині, тоді як крила каштанові, а черевна ділянка має тенденцію до жовтуватого кольору, з одинарними перами, окантованими темно-коричневим кольором. На голові є дві сіро-білуваті смуги, що починаються з боків дзьоба. У самців чорне оперення з фіолетовими відблисками по всьому тілу: на лобі є V-подібна біла смужка, а на потилиці та грудях синьо-зеленуваті та бронзові відтінки. Як і у всіх паротій, у самця є шість довгих лопатоподібних пір'їн відразу за вухами (по три з кожного боку), а також пера боків видовжені та модифіковані. В обох статей дзьоб і ноги чорні, а очі блакитні.

## Спосіб життя
Трапляється поодинці. Живе під пологом лісу. Живиться переважно фруктами, в основному інжиром. Рідше поїдає комах і нектар.
Може розмножуватися протягом року. Полігамний вид. Самці токують, щоб привабити якомога більше самиць. Самець ретельно розчищає ділянку землі, щоб використовувати її як арену. Під час шлюбного ритуалу самець рухає головою і розпушує пір'я грудей і боків, дотримуючись заздалегідь визначених рухів, щоб показати металеві відблиски грудей і потилиці. Після спаровування самиці самостійно займаються будівництвом гнізда, насиджуванням яєць та доглядом за потомством.